# Big Brook (Lake Michael)
Der Big Brook (englisch für „großer Bach“) ist ein etwa 110 km langer Zufluss der Labradorsee im Osten von Labrador in der kanadischen Provinz Neufundland und Labrador. Früher trug der Fluss die Namen Black Brook, St. Michaels River, Michaels River und Big River.

## Flusslauf
Den Ursprung des Big Brook bildet ein kleiner namenloser See östlich des Geralds Pond auf einer Höhe von 310 m. Der Big Brook fließt in überwiegend ostnordöstlicher Richtung. Der Big Brook durchfließt zwischen Flusskilometer 59 und 47 den Lake Michael. Er verlässt den See an dessen östlichem Ende. Er fließt knapp 8 km nach Südosten, bevor er sich auf den letzten 40 km in Richtung Ostnordost wendet. Nördlich des Unterlaufs erstrecken sich die Benedict Mountains. Der  Big Brook mündet schließlich westlich von Red Rock Point in die Labradorsee. Das Ästuar des Flusses wird durch eine 2 km lange Sandbank vom Meer getrennt. Das Einzugsgebiet des Big Brook umfasst schätzungsweise 700 km².

## Flussfauna
Im Flusslauf des Big Brook kommt der Atlantische Lachs, der Wandersaibling sowie der Bachsaibling (anadrome und nicht-anadrome Form) vor. Auf den unteren zehn Flusskilometern überwintern Seehunde. Diese nutzen das Gewässer auch für die Aufzucht ihrer Jungen.